# Средняя Отока
Средняя Отока (Либевица) — река в России, протекает по Гдовскому району Псковской области. В верхнем течении носит название — Либевица, вытекает из озера Апалевское (в озеро впадает река Чёрная). В нижнем течении (чуть ниже моста по дороге Гдов — Ляды — Плюсса — Заполье) с левого её берега отходит рукав под названием Средняя Отока (в засушливый период сток в рукав может прекращаться), устье которого находится в 101 км по левому берегу реки Плюсса. Сама Либевица впадает в Плюссу несколько выше (рядом с устьем Ужовки). Длина системы рек Средняя Отока — Либевица составляет 14 км.

## Данные водного реестра
По данным государственного водного реестра России относится к Балтийскому бассейновому округу, водохозяйственный участок реки — Нарва. Относится к речному бассейну реки Нарва (российская часть бассейна).
Код объекта в государственном водном реестре — 01030000412102000027212.